# Liste der Stolpersteine im Kölner Stadtteil Merheim
Die Liste der Stolpersteine im Kölner Stadtteil Merheim führt die vom Künstler Gunter Demnig verlegten Stolpersteine im Kölner Stadtteil Merheim auf.
Die Liste der Stolpersteine beruht auf den Daten und Recherchen des NS-Dokumentationszentrums der Stadt Köln, zum Teil ergänzt um Informationen und Anmerkungen aus Wikipedia-Artikeln und externen Quellen. Ziel des Kunstprojektes ist es, biografische Details zu den Personen, die ihren (letzten) freiwillig gewählten Wohnsitz in Köln hatten, zu dokumentieren, um damit ihr Andenken zu bewahren.
Anmerkung: Vielfach ist es jedoch nicht mehr möglich, eine lückenlose Darstellung ihres Lebens und ihres Leidensweges nachzuvollziehen. Insbesondere die Umstände ihres Todes können vielfach nicht mehr recherchiert werden. Offizielle Todesfallanzeigen aus den Ghettos, Haft-, Krankenanstalten sowie den Konzentrationslagern können oft Angaben enthalten, die die wahren Umstände des Todes verschleiern, werden aber unter der Beachtung dieses Umstandes mitdokumentiert.
| Bild                                               | Name sowie Details zur Inschrift                                                                    | Adresse                     | Zusätzliche Informationen |
| -------------------------------------------------- | --------------------------------------------------------------------------------------------------- | --------------------------- | --- |
|                                                    | Hier wohnte Inge Steinberg (Jahrgang 1934) deportiert 1942 Theresienstadt befreit                   | Rüdigerstraße 94 (Standort) | |
| Stolperstein für Karl Steinberg (Rüdigerstraße 94) | Hier wohnte Karl Steinberg (Jahrgang 1895) Deportiert 1942 Theresienstadt Auschwitz 1944 Ermordet   | Rüdigerstraße 94 (Standort) | Dieser Stolperstein erinnert an Karl Steinberg, geboren am 17. November 1895 in Wuppertal-Elberfeld. Der Gärtner Karl (Carl) Steinberg wurde am 27. Juli 1942 vom Ghettohaus Cäcilienstrasse 18/22 mit dem Transport III/2 ins Ghetto Theresienstadt deportiert (Transportnr. 1059). Auf der Liste dieses Transportes waren auch seine Frau Olga (geboren am 7. September 1896 in Köln), sein Sohn Heinz (geboren am 5. Februar 1932 in Köln) und seine Tochter Inge (geboren am 27. September 1934 in Köln) vermerkt. Von Theresienstadt wurde er am 19. Oktober 1944 mit dem Transport Es nach Auschwitz deportiert und ermordet. |
|                                                    | Hier wohnte Karl Heinz Steinberg (Jahrgang 1932) deportiert 1942 Theresienstadt befreit             | Rüdigerstraße 94 (Standort) | |
|                                                    | Hier wohnte Olga Sophie Steinberg, geb. Thie (Jahrgang 1896) deportiert 1942 Theresienstadt befreit | Rüdigerstraße 94 (Standort) | |

## Quelle
- NS-Dokumentationszentrum - Stolpersteine | Erinnerungsmale für die Opfer des Nationalsozialismus (Stadtteilliste Merheim)